# Andrzej Kaim
Andrzej Kaim (ur. w 1970 w Warszawie) – polski paleontolog.

## Elementy biografii
W 1995 ukończył studia na Wydziale Geologii Uniwersytetu Warszawskiego. Jego dalsza kariera zawodowa jest związana z Instytutem Paleobiologii PAN, gdzie w 2004 uzyskał stopień doktora nauk biologicznych. W 2013 uzyskał stopień doktora habilitowanego nauk o Ziemi. Uczestnik wypraw naukowych, między innymi na Spitsbergen (1998, 2015), do Jakucji (2001) i na Alaskę (2006). Stypendysta Japońskiego Towarzystwa Popierania Nauki (2005–2007), Fundacji Humboldta (2009–2011) i programu Fulbrighta (2013–2014). Od 2015 redaktor naczelny czasopisma Acta Palaeontologica Polonica. Od tegoż roku członek korespondent Paläontologische Gesselschaft. Od 2022 członek kapituły Unitas Malacologica. 

## Osiągnięcia naukowe

### Znaczenie w historii nauki
Przedmiotem badań Kaima jest ewolucja ślimaków mezozoicznych i kenozoicznych, w szczególności przemiany ontogenezy i pochodzenie Neogastropoda. Opisał liczne fauny kopalnei liczne nowe taksony ślimaków, w tym rodziny, na przykład Hokkaidoconchidae Kaim, Jenkins & Warén, 2008, Desbruyeresidae Kaim, 2022 i Rubyspiridae Kaim, 2022 oraz rodzaje, na przykład dewońską Ataviaconcha Hryniewicz, Jakubowicz, Belka, Dopieralska & Kaim, 2016, triasowe Helenostylina Kaim, Jurkovšek & Kolar-Jurkovšek, 2006 i Murchisonietta Nützel, Kaim & Grădinaru, 2018, jurajskie Dzikella Kaim, 2004 i Gnaszynium Kaim, 2004 oraz kredową Tomaszoviella Kaim, 2001.
Zajmuje się również badaniami współczesnych i kopalnych ekosystemów chemosyntetycznych (zimne wysięki, kominy hydrotermalne, zatopione wielkie kręgowce morskie i kłody drewna). Opisał m.in. pierwszy zespół chemosyntetyzujący z mezozoicznych gadów morskich (plezjozaurów).
Był jednym z odkrywców cmentarzyska kręgowców triasowych w Krasiejowie. Wśród jego zainteresowań badawczych było też odradzanie się faun po wymieraniu permskim oraz paleoekologia małży i ramienionogów kopalnych.

### Wybrane publikacje
- The evolution of conch ontogeny in Mesozoic open sea gastropods (2004)[6]
- Ekosystemy chemosyntetyczne i ich zapis kopalny (2009)[22]
- Revised Classification, Nomenclator and Typification of Gastropod and Monoplacophoran Families (współautor; 2017)[23]
- A Review of Gastropods at Ancient Hydrocarbon Seeps (2022)[17]

## Upamiętnienie
Na jego cześć nazwano rodzaj jurajskich rekinów Akaimia Rees, 2010, a ponadto trzy gatunki kopalne: jurajskiego mszywioła Mecynoecia kaimi Zatoń & Taylor, 2010 oraz dwa ślimaki – dewońską Frydiella kaimi Krawczyński, 2006 i paleoceńską Coptosloma kaimi Schnetler & Petit, 2010.